# Metopius castiliensis
Metopius castiliensis là một loài tò vò trong họ Ichneumonidae.